# قصر النيل

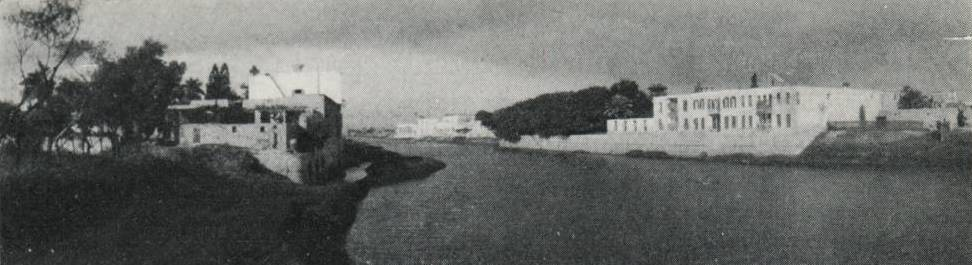
قصور على النيل 1906م - وسمي الشارع نسبة لها

شارع قصر النيل- أشهر شوارع وسط القاهرة- يكاد يكون الشارع الوحيد الذي لم يتغير اسمه. يعتبر القائد العظيم إبراهيم باشا- ابن محمد على الكبير- أول من فكر في تعمير المنطقة الممتدة الآن من كوبري أبو العلا شمالاً إلى ما بعد كوبري قصر النيل جنوباً. عندما أمر بتمهيد تلك الأرض وردمها وتسويتها كجزء من تجميل الشاطئ الشرقي لنيل العاصمة. وكجزء من اهتمام سعيد باشا رابع ولاة مصر من الأسرة العلوية بالجيش والبحرية. وكما أنشاْ قلعة عسكرية في القناطر الخيرية، أنشأ ثكنات للجيش المصري في منطقة قصر النيل هذه. وكانت هذه أكبر حركة تعمير في هذه المنطقة. مما لفت الانتباه إلى المنطقة الواقعة غرب القاهرة، وهي الأساس الذي تحرك عليه إسماعيل باشا. وبعد أن كانت شبرا هي منتزه سكان العاصمة، وبعد إنشاء كوبري قصر النيل- الذي حمل اسم كوبري الخديو إسماعيل- تحول الناس إلى الكوبرى الجديد وما يليه من قصور وحدائق وطرق ومناظر إلى منطقة النزهة الأولى. وخف سير المركبات التي كانت تقطع شارع شبرا عصر كل يوم للنزهة. وقصر النيل ليس مجرد شارع تم دكه بالحجر الدقشوم على يد كبير مهندسي مصر علي باشا مبارك بتكليف من الخديو إسماعيل خامس حكام مصر الحديثة. وليس هو مجرد ثكنات للجيش ومدرسة حربية، ولكنه قطعة من تاريخ مصر فهو ثكنات للجيش المصري وكوبري وشارع وتخطيط عمراني.

## تعمير المنطقة

تقاطع شارع قصر النيل.

وبعد أن تولى إسماعيل باشا حكم مصر، أمر بالتوسع في تعمير المنطقة الممتدة من شاطئ النيل عند ثكنات الجيش إلى باب اللوق، وكلف كبير مهندسي مصر علي باشا مبارك بتحويل تلك المنطقة إلى واجهة حضارية للعاصمة فاختار 617 فداناً للحى الجديد وكان بعضها مازال أراضى خربة تحتوى على كثبان من الأتربة وبرك للمياه وأرض سباخ، فخططها وأنشأ فيها الشوارع والحارات على خطوط مستقيمة أغلبها متقاطع على زوايا قائمة ودكت شوارعها وحاراتها بالحجر الدقشوم. ونظمت على جوانبها الأرصفة. ومدت في أرضها أنابيب المياه وأقيمت فيها أعمدة المصابيح لإنارتها بغاز الاستصباح، فأصبحت كما قال عليها على باشا مبارك (من أبهج أخطاط القاهرة وأعمرهاوسكنها الأمراء والأعيان).
وبعد الأنتهاء من رصف الشوارع والأرصفة قام الخديو إسماعيل بمنح الأرض للذين سوف يشيدون المبانى بشرط ألا تقل تكلفة العمارة عن 2000 جنيه، بهدف بناء عمارات كبيرة عصرية. وفي عام 1874 بلغت المساحة التي شُغلت بالمبانى 257 فداناً احتلت شبكة الطرق منها 30% وشغلت المبانى 13% واحتلت الباقى حدائق شاسعة تمثل الاحتياطى للتوسع العمرانى. وهكذا ظهرت شوارع: قصر النيل، سليمان باشا، قصر العينى. وبلغ طول شارع قصر النيل مثلاً 1250 متراً وشارع الفلكى 1260 متراً وشارع عماد الدين 1720 متراً.
و كجزء منخطة التعمير هذه كلف الخديو إسماعيل شركة فيف ليل الفرنسية بإنشاء كوبري معدني لتسهيل الوصول إلى الجزيرة الواقعة الضفة اليسرى للنيل وتم إنشاء الكوبري عام 1872 وتكلف 108 آلاف جنيه وفي نفس العام أنشأت شركة إنجليزية كوبرى البحر الأعمى- الجلاء حالياً- يوصل الجزيرة بالجيزة ليكمل هذا المحور المرورى الهام. وتكلف الكوبرى 40 ألف جنيه.

## تسمية الشارع وامتداده
وللحقيقة فإن محمد علي باشا هو أول من عمر منطقة قصر النيل، بل كان هو وراء إطلاق هذا الأسم عندما استحضر المعلمين الروم لإدخال المبانى الرومية في الديار المصرية. وكما أنشأوا له سراية القلعة- قصر الجوهرة- وسراية شبرا، انشأوا لابنته زينب هانم سراية الأزبكية، ثم بنوا لابنته نازلى هانم سراية على ساحل النيل هي التي هدمها سعيد باشا ليبنى محلها قشلاق قصر النيل لإقامة العساكر به، كما قال على مبارك في خططه التوفيقية، أي أن اسم المنطقة جاء من (قصر النيل) الذي بناه محمد على لابنته نازلى هانم..وهنا كانت بداية التسمية. وإذا كان الشارع الممتد من كوبرى قصر النيل إلى باب اللوق قد حمل اسم شارع الخديو إسماعيل، فإنما كان ذلك بهدف ربط الثكنات والميدان الجديد الذي حمل أيضاً اسم إسماعيل بقصر عابدين الذي بناه الخديو ونقل إليه مقر الحكم بعد أن ظلت مصر تحكم من القلعة قروناً عديدة، وهو الشارع المعروف الآن باسم شارع التحرير قبل امتداده من كوبرى الجلاء إلى الدقى ثم إلى بولاق الدكرور بعد أن يعبر منطقة المركز القومى للبحوث. وحمل الشارع الثاني اسم سليمان باشا الفرنساوى- الضابط الذي عمل بجيش بونابرت ثم أصبح رئيساً لأركان جيش مصر أيام محمد على باشا- ثم شارع قصر النيل الممتدالآن من ميدان التحرير إلى شارع الجمهورية بعد أن يعبر ميدان سليمان باشا.

## الخلفية السياسية للشارع

### الثورة العرابية
من الجانب العسكرى تحولت ثكنات قصر النيل إلى مقر رسمى لقوات الجيش المصري. ولعبت دوراً سياسياً خلال أحداث الثورة العرابية. خاصةً وأنها كانت على مرمى حجر من مقر الحكم الجديد في قصر عابدين الذي أنشأه الخديو إسماعيل. وغير بعيد عن شارع قصر العينى بكل ما فيه من نظارات، أي وزارات، بل والمجلس النيابى منذ كان اسمه مجلس شورى القوانين، وغير بعيد عن القصور الملكية في الجزيرة وجاردن سيتى والقصور التي أقيمت حول محور ميدان لاظوغلى.
ولأن استيلاء أي قوات غازية على قلعة المدينة يعتبر استيلاء على البلد كلها، فإن قوات الاحتلال البريطانى عندما وصلت إلى القاهرة في الرابع عشر من سبتمبر 1882 بعد هزيمة العرابيين في معركة التل الكبير، بادرت إلى احتلال ثكنات الجيش المصري في قصر النيل كرمز لاحتلالهم للقاهرة. والمؤسف أن الخديو توفيق استجاب لمطلب الإنجليز بحل الجيش المصري فأصدر مرسوماً بذلك بعد خمسة أيام من احتلالهم للقاهرة، أي في التاسع عشر من سبتمبر 1882 من مخبئه في قصر رأس التين، بحل الجيش وتسريح الجنود. وجاء ذلك رداً على مقاومة الجيش لهم. وهكذا لم ينس الخديو توفيق واقعة قصر النيل في أول فبراير 1881 عندما تجمع الضباط وقدموا عريضة لرئيس النظار والمظاهرة العسكرية التي سبقت مظاهرة قصر عابدين في التاسع من سبتمبر 1881. وفيهما تبلورت أفكار الجبهة الوطنية العرابية ضد القصر والأجانب.

### جلاء القوات الإنجليزية عن مصر
وظلت ثكنات قصر النيل تحت الاحتلال البريطانى.. ثم مضى زمان حتى جاء يوم 31 مارس 1947 عندما انسحبت منها قوات الاحتلال البريطانية لآخر مرة ووقف الملك فاروق يرفع علم مصر فوق ثكنات قصر النيل، وكان يرتدى بدلته العسكرية وبجواره محمود فهمى النقراشى رئيس وزراء مصر وكبار قادة الجيش المصري.. وكان هذا اليوم مشهوداً لانه يعنى جلاء الإنجليز عن القاهرة. وعاد الجيش المصري إلى الثكنات التي أنشأها الوالى سعيد باشا.. وظلت ثكنات قصر النيل في موقعها حتى تقرر إزالتها ونقل القوات المسلحة إلى منطقة العباسية في نفس المعسكرات التي جلت عنها القوات البريطانية.

## قصر النيل مركز تجارى قديماً
ومع عام1882 تم رصف شارع قصر النيل بالحجر.. ثم بالأسفلت بعد أن أصبح أشهر شارع تجارى في القاهرة يبدأ من عند المتحف المصرى ليصل إلى ميدان سليمان باشا ثم يواصل طريقه إلى تقاطعه مع شارع إبراهيم- الجمهورية الآن- عند جامع الكيخيا. وشهد هذا الشارع زحفاً من كبار التجار فوجدنا فيه محلات اليهود مثل شالون وصيدناوى وداود عدس وبنزيون. كما وجدنا محال الصالون الأخضر وبيع المصنوعات المصرية وعمارة الإيموبيليا أشهر عمارات العاصمة..

عمارة الإيموبيليا أشهر عمارات شارع قصر النيل سكنها الكثير من المشاهير في ذلك الوقت>

ومقر البنك المركزى والبنك الأهلى.

## كوبرى قصر النيل

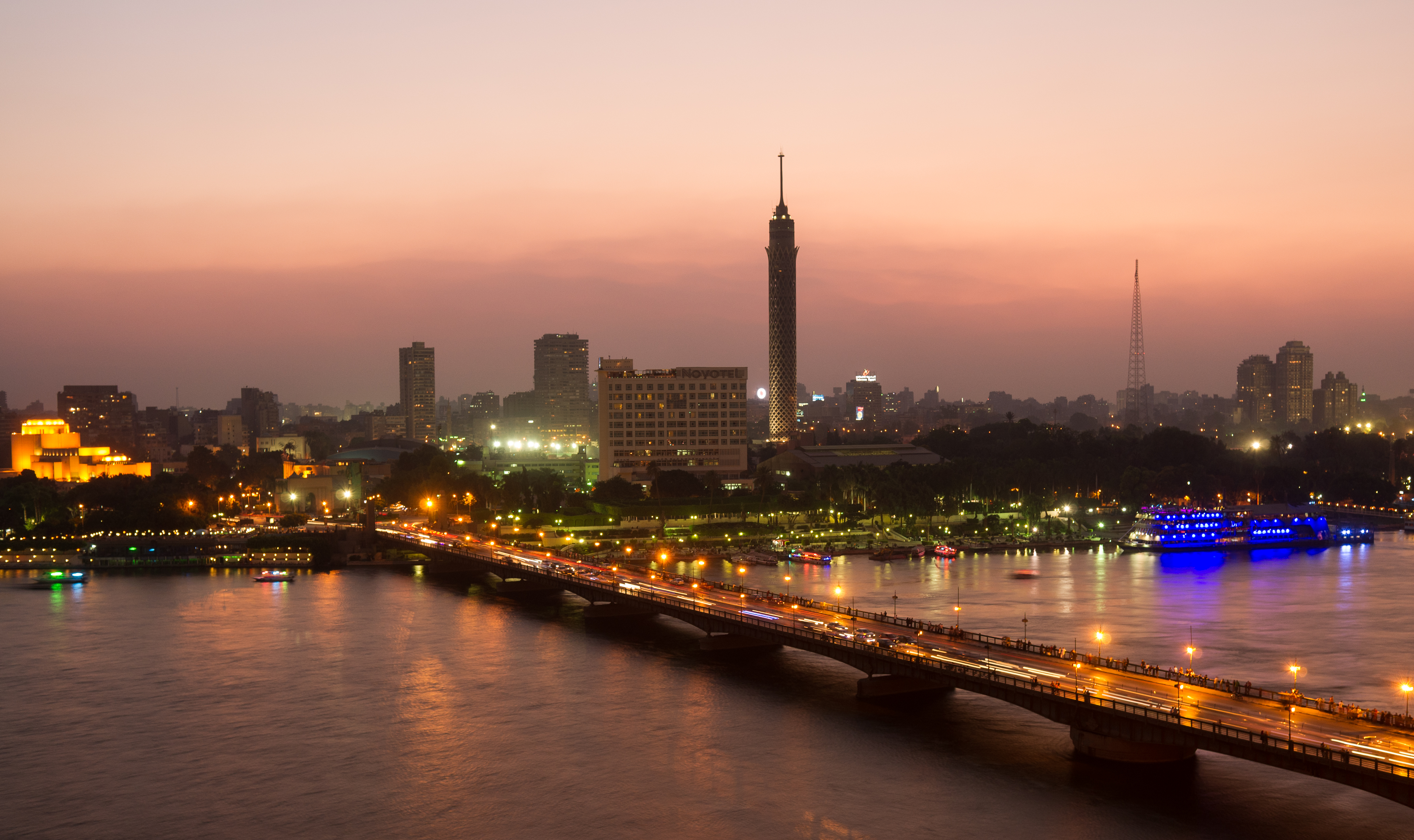
كوبرى قصر النيل ليلاً.

لا يمكن أن نترك الحديث عن قصر النيل دون حديث مفصل عن كوبرى قصر النيل.. فقد بدأ إنشاء كوبرى قصر النيل عام 1869 أيام الخديو إسماعيل وكان بذلك أول كوبرى للمرور أنشئ على النيل من منبعه إلى مصبه وافتتح للمرور في العاشر من فبراير 1872 وأنشأته شركة فيف ليل الفرنسية واستمر في الخدمة ستون عاماً تقريباً، أي إلى أول إبريل 1931 وكان طوله 406 أمتار. ثم تقرر هدم كوبرى قصر النيل وانشاء كوبرى آخر محله وطرحه في مناقصة في مارس 1930 ورست المقاولة على شركة دورمان لونج الإنجليزية بتكاليف قدرها 308250 جنيهاً و250 مليما. وهو الكوبرى الحالى الذي افتتحه الملك فؤاد في منتصف عام 1933م. وأطلق عليه اسم والده: الخديو إسماعيل اعترافاً المنشئ الأول لكوبرى قصر النيل القديم. وأصبح طول الكوبرى الجديد 382 متراً وعشرين سم وعرضه 20 متراً. وكجزء من تجميله أعيد تركيب الأسود الأربعة التي كانت قائمة على مدخل الكوبرى القديم لتكون أثراً ناطقاً بفضل إسماعيل المنشئ الأول، ولكن على ارتفاع أقل مما كانوا عليه في الكوبرى القديم.
إذا كانت قواعد كوبرى قصلر النيل القديم قد بنيت بالدبش العادى المحاط بطبقة من الحجر الجيرى الصلب؛ إلا أن الكوبرى الجديد أسس من صناديق حديدية مملوءة بالخرسانة المسلحة ودعامة من خرسانة عادية مكسوة بالجرانيت الوارد من أسوان وبلغ وزنه المعدنى 3360 طناً أي ضعف الكوبرى القديم.

### رسوم عبور الكوبرى
هي رسوم يدفعها كل من يعبر الكوبرى القديم الذي أنشأه الخديو إسماعيل سواء من اليشر أو الدواب. ومن المؤكد أن هذا أمر واقع تتبعه الآن معظم دول العالم: في أمريكا، تركيا، دبى بدولة الإمارات عند إنشاء جسر المكتوم الأول على خور دبى. وهذه الرسوم كانت تستخدم في صيانة الكوبرى، فضلاً عن رد بعض تكاليف الإنشاء. فقد نص المرسوم الذي نشرته الوقائع المصرية يوم السابع والعشرين فبراير 1872م بعد سبعة عشر يوماً من افتتاح الكوبرى للمرور على تحصيل رسوم عبور من المارة وهو مرسوم أصدره رئيس المجلس الخصوصى إلى محافظ القاهرة.
فقد فرض على الجمل المحمل قرشين رسم عبور والفارغ قرشا واحدا والخيول والبغال قرشا و 15 بارة والفارغة 30 بارة والجاموس والأبقار قرشا و15 بارة لكل واحدة. وعربات الكارو المجوز المحملة ثلاثة قروش، والفارغة قرشا وعشرون بارة، والمفرد المحملة قرشين، والفرغة قرشا واحدا، وعربة الكارو الحجارى الحمارى المحملة قرشا وعشرين بارة والفارغة عشرين بارة. وكل واحدة من الغنم أو الماعز عشرة بارات أما الرجال والنساء فارغين وشيالين، فيدفع كل فرض مائة بارة وعربات الركوب قرشين محملة، وقرشا للفارغة. مع إعفاء الأطفال حتى ست سنوات المارين مع أقاربهم من دفع هذه الرسوم. ولكن الغريب أن إعلان فرض هذه الرسوم ضم أشياء غريبة، ربما كانت موجودة في هذا الزمان إذ تضمنت الرسوم فرض رسم عبور على النعام الصغير والكبير، والغزال، والكلاب، والخنزير، والحلوف، والضبع، ويسدد عن كل منها عشرة فضة.. أي كان وجود هذه الحيوانات شائعاً ودفع الرسوم عنها أمراً عادياً.
تحول اسم كوبرى قصر النيل إلى كوبرى التحرير، ثم أطلقوا عليه اسم جمال عبد الناصر لكن الاسم القديم ظل صامداً.

## الميادين والشوارع والمعالم الرئيسية
- ميدان التحرير
- ميدان الشهيد عبد المنعم رياض
- ميدان طلعت حرب
- ميدان الجزيرة

### الشوارع

#### شوارع على الضفة الشرقية منالنيل
- شارع القصر العيني
- شارع كورنيش النيل
- شارع طلعت حرب
- شارع التحرير
- شارع قصر النيل
- شارع 26 يوليو
- شارع رمسيس
- شارع شامبليون

#### شوارع بالزمالك
- شارع أبو الفدا
- شارع أم كلثوم (الجبلاية)
- بقية شارع التحرير
- بقية شارع 26 يوليو

#### الكباري
- كوبري 15 مايو (يسمى 26 يوليو، وأيضا يسمى بكوبري الزمالك)
- جزء كوبري 6 أكتوبر
- كوبري قصر النيل

### المعالم الرئيسية
- المتحف المصري
- مجمع التحرير
- مقر الحزب الوطني الديموقراطي
- دار الحكمة (نقابة الأطباء)
- مستشفى القصر العيني
- الجامعة الأمريكية

#### معالم بالزمالك
- دار الأوبرا المصرية
- نادي الجزيرة
- النادي الأهلي
- برج القاهرة